# Лига выдающихся джентльменов (фильм)
«Лига выдающихся джентльменов» (англ. The League of Extraordinary Gentlemen) — американский супергеройский фильм 2003 года режиссёра Стивена Норрингтона, снятый по первому тому одноимённой серии комиксов Алана Мура и Кевина О’Нила, выпускавшейся издательством DC Comics под импринтом America's Best Comics, и представляющий собой вольную экранизацию комикса и включающий многочисленных литературных персонажей XIX века. Фильм во многом отличается от комикса как сюжетом, так и атмосферой. Это была последняя роль Шона Коннери в театральном игровом фильме перед его выходом на пенсию в 2006 году и смертью в 2020 году.
Фильм был коммерчески успешным, но несмотря на это, в целом был негативно оценён зрителями и критиками по всему миру.

## Сюжет
В 1899 году некая террористическая группа, возглавляемая Фантомом, устраивает атаку на Банк Англии, чтобы украсть проекты фонда Леонардо да Винчи в Венеции, а затем похитить немецких учёных под видом английских военных. Британская империя отправляет Сандерсона Рида в Кению, чтобы завербовать осевшего там авантюриста и охотника Аллана Квотермейна. Ушедший на покой после смерти своего сына Квотермейн отказывается, пока не появляется группа убийц, присланных за ним.
В Лондоне Квотермейн знакомится с «M», который формирует «Лигу выдающихся джентльменов». Он раскрывает планы Фантома начать мировую войну, устроить взрыв во время секретной встречи мировых лидеров в Венеции. Новая Лига состоит из Квотермейна, капитана Немо, вампирши Мины Харкер и невидимого вора Родни Скиннера.
Затем «Лига» отправляется в доки Лондона, чтобы завербовать Дориана Грея, бывшего любовника Мины, который бессмертен благодаря своему волшебному портрету. Убийцы Фантома атакуют, но Лига побеждает их при содействии агента спецслужбы США Тома Сойера. Дориан и Сойер вступают в Лигу. Затем в Париже они захватывают Эдварда Хайда, он присоединяется к Лиге после того, как ему предлагают амнистию.
Лига отправляется в Венецию на подводной лодке Немо, «Наутилусе», но вскоре становится понятно, что на борту предатель. В нескольких местах «Наутилуса» обнаружены следы магния для фотоаппаратов. Один из флаконов снадобья Хайда пропадает. Подозрение падает на внезапно исчезнувшего Скиннера.
Одновременно с прибытием «Наутилуса» в Венецию происходит взрыв, в результате чего город начинает рушиться с эффектом домино. Сойер использует автомобиль Немо, чтобы остановить разрушение, в то время как Квотермейн сталкивается с Фантомом, которым оказывается «М». Оказавшийся предателем Дориан убивает из золотого пистолета Измаила, первого помощника Немо, и похищает разведочный челнок «Наутилуса». На борту Наутилуса находят грампластинку где «М» говорит участникам Лиги, что это он создал её дабы заполучить все необходимое для будущей мировой войны: кровь вампира, образцы невидимой кожи, снадобье Хайда и чертежи Наутилуса. Подводная лодка повреждается взрывом который вызвал ультразвук записанный на грампластинке как сигнал для детонаторов, но Хайд её спасает, осушая затопленное машинное отделение. Скиннер посылает сообщение «Лиге», показывая, что он пробрался на борт челнока и следует его курсом.
Лига достигает северной Монголии, где воссоединяется со Скиннером и находит логово «М», в котором он держит копию Наутилуса, а также изучает и копирует сверхспособности членов Лиги. Друзья решают уничтожить завод «М» при помощи взрывчатки. Немо и Хайд спасают учёных, Скиннер устанавливает взрывные заряды, в то время как Мина сражается с Дорианом и убивает его, показав ему его портрет. Квотермейн и Сойер противостоят «М», узнав его как профессора Джеймса Мориарти, который взял новый псевдоним после своей мнимой смерти. Невидимый солдат созданный учеными Мориарти берёт Сойера в заложники, Квотермейн убивает его, но упускает Мориарти, который смертельно ранит Квотермейна. Мориарти пытается сбежать, но Сойер успешно стреляет в него, чемоданчик с формулами тонет в ледяной воде. Квотермейн умирает, успев на прощание благословить Сойера на новые приключения словами: «пусть новый век будет твоим, как уходящий век был моим».
Квотермейна хоронят в Кении, рядом с его сыном. Оставшиеся в живых члены Лиги вспоминают, как знахарь благословил Квотермейна для спасения своей деревни, пообещав, что Африка никогда не позволит ему умереть. Остальные члены Лиги уходят, после чего прибывает шаман, выполняя ритуал, который вызывает противоестественный шторм, и в могилу Квотермейна бьёт молния.

## В ролях
«Лига выдающихся джентльменов» — это просто кошмар. Режиссёру нельзя было давать 185 миллионов долларов.
| Актёр           | Роль                                     |
| --------------- | ---------------------------------------- |
| Шон Коннери     | Аллан Квотермэйн                         |
| Шейн Уэст       | правительственный агент США Том Сойер    |
| Насируддин Шах  | капитан Немо                             |
| Пита Уилсон     | Мина Харкер                              |
| Тони Карран     | Родни Скиннер                            |
| Джейсон Флеминг | доктор Генри Джекил / мистер Эдвард Хайд |
| Стюарт Таунсенд | Дориан Грей                              |
| Ричард Роксберг | профессор Джеймс Мориарти / "М" / Фантом |
| Макс Райан      | Данте                                    |
| Том Гудман-Хилл | Сандерсон Рид                            |
| Дэвид Хеммингс  | помощник Аллана Найджел                  |
| Уинтер Эйв Золи | Ева                                      |
| Павел Бездек    | меткий стрелок                           |

## Персонажи
- Аллан Квотермейн (Шон Коннери) — охотник на слонов и исследователь Африки из романа «Копи царя Соломона» (1885) Генри Райдера Хаггарда. В отличие от комикса, в фильме он является лидером Лиги и не страдает зависимостью от опия. Этот персонаж аналогичен оригиналу в том, что у него было две жены и сын. Хотя он погибает в фильме, последние кадры намекают, что он вернётся к жизни. В фильме Квотермейн упоминает, что слышал о путешествии Филеаса Фогга.
- Том Сойер (Шейн Уэст) взят из романов Марка Твена и не был частью комиксов о Лиге. Фильм показывает Тома молодым человеком, хотя в романе Твена «Том Сойер — детектив» ему 17 лет уже в 1840-х. В фильме Сойер — агент американской разведки, посланный президентом Теодором Рузвельтом из страха того, что война в Европе может достигнуть США. В фильме выступает учеником Квотермейна, напоминая последнему давно погибшего сына.
- Капитан Немо (Насируддин Шах) — индийский моряк-подводник из романа Жюля Верна «Двадцать тысяч льё под водой». В фильме он хорошо обучен боевым искусствам и является отличным фехтовальщиком. Во время битвы он почти никак не реагирует на боль. Предоставляет свой корабль, подлодку «Наутилус», и экипаж Лиге. Его старпом — моряк по имени Измаил. Вначале имеет натянутые отношения с Генри Джекилом из-за угрозы со стороны Хайда, но затем в них появляется взаимное доверие.
- Вильгельмина «Мина» Харкер (Пита Уилсон) — персонаж романа Брэма Стокера «Дракула». В отличие от своего прототипа, Мина в фильме и комиксах — вампирша. К моменту начала действия комикса и фильма Джонатан Харкер давно мёртв, и является химиком, а не адвокатом. Способности Мины традиционны для вампиров и включают в себя быстрое излечение, бессмертие, способность превращаться в стаю летучих мышей, левитацию, хождение по стенам, сверхчеловеческую ловкость и силу. При этом Мина не страдает традиционными слабостями вампиров, вроде боязни солнечного света, неспособности пересечь воду и возможности входить в дома лишь по приглашению.
- Родни Скиннер (Тони Карран) — «джентльмен-вор», укравший формулу невидимости у Гриффина (в комиксе же описывается, что невидимка-альбинос, погибший в романе, был глуповатым «подопытным кроликом» настоящего изобретателя), по сюжету согласился работать на Лигу в обмен на антидот. Создатели фильма не смогли приобрести право на показ первоначального человека-невидимки из одноимённой книги Герберта Уэллса, поэтому они создали нового персонажа — Родни Скиннера. Обожает над всем подшучивать, но в конце фильма показывает свою геройскую сторону, спасая жизнь Сойера.
- Доктор Генри Джекил (Джейсон Флеминг) и его злое альтер эго Эдвард Хайд — персонажи повести Роберта Льюиса Стивенсона «Странная история доктора Джекила и мистера Хайда»; в фильме они показаны в лучшем свете, чем в комиксе. В отличие от повести, Джекилу всё ещё надо пить микстуру, чтобы превратиться в Хайда, а его альтер эго является мускулистым великаном, напоминающим Халка (в комиксе Хайд говорил, что чем чаще он проявлялся и подавлял Джекилла, тем крупнее он становился). После событий в Лондоне доктор эмигрировал в Париж, где был фигурантом событий на улице Морг. Испытывает симпатию к Мине Харкер, но боится своего альтер эго, которое говорит с ним напрямую через отражения в зеркале.
- Дориан Грей (Стюарт Таунсенд) — главный персонаж романа Оскара Уайльда «Портрет Дориана Грея». Он имеет свой заколдованный портрет, который стареет вместо него, также забирая все его раны, делая Грея бессмертным. Но если Грей посмотрит на картину, то магия исчезнет, и портрет мгновенно вернёт ему всё, что забрал. Как и Том Сойер, Дориан в комиксах не появляется.

## Критика
На Rotten Tomatoes рейтинг фильма составляет 17 %. Критический консенсус гласит: «Просто обычно. „Лига выдающихся джентльменов“ — отличная идея, разрушенная плохим исполнением.» На Metacritic рейтинг картины — 30 из 100 на основе 36 рецензий, что соответствует статусу «В основном неблагоприятные отзывы».

## Сиквелы и перезапуск
Хотя все главные актёры, кроме Таунсенда, подписались на три фильма, уход Коннери в отставку сделал вероятность выпуска сиквела и триквела минимальной. В продолжении, возможно, Куотермэйн мог восстать из мёртвых (на что намекает конец фильма), а также мог появиться новый персонаж — Кампион Бонд, которого мог сыграть Роджер Мур (который, как и Коннери, играл Джеймса Бонда). В итоге все планы по созданию сиквелов были отменены; затем появились слухи о перезапуске, и Джон Дэвис заявил, что перезапуск будет женской версией.

## Судебный процесс
В 2003 году Ларри Коэн и Мартин Полл подали в суд на компанию 20th Century Fox, обвинив ее в умышленном плагиате сценария Cast of Characters, который они предлагали студии в период с 1993 по 1996 год. В иске отмечалось, что в сценариях использовались персонажи, находящиеся в публичном доступе, которые не фигурировали в серии комиксов «Лига выдающихся джентльменов», Fox обвинялась в том, что она привлекала их к участию в серии в качестве прикрытия. Fox отвергла все обвинения и назвала их «абсурдной чушью», однако решила вопрос во внесудебном порядке, и это решение, по словам Алана Мура, «лишило его возможности оправдаться».